# Петрово (Северо-Западный административный округ)
Петро́во — бывшая деревня в северо-западном административном округе Москвы, в районе Южное Тушино, на берегу реки Сходня.

## Местоположение
Деревня находилась на краю так называемого Сходненского ковша (иначе Сходненская чаша), гигантской впадины глубиной 40 м, по дну которой течёт река Сходня. Вторая подобная впадина есть только в Восточной Африке. Происхождение её спорно: существуют гипотезы, что она была вымыта Сходней в послеледниковый период, по другой гипотезе — метеоритного происхождения. К югу от неё, за Сходней, находилось село Спас с существовавшим в XIV—XVII вв. Спасо-Преображенским монастырём, а чуть подалее от него — Тушино; вблизи деревни, чуть выше по течению Сходни — Братцево. Лесной массив, существовавший вплоть до XX века, отделял Петрово от деревни Захарково.

## История

### Древнейшие времена
Рядом с Петровым, на Сходненской чаше, находятся остатки Тушинского городища (иначе Спас-Тушинское-3) — городища дьяковской культуры раннего железного века, населенного угро-финскими племенами (VI в. до н. э. — VI в.н. э.)

### XIV—XVI вв
Изначально называлось Пестушево, видимо по прозвищу одного из первых владельцев, и ещё в XVI в. было известно под двойным названием: «Петровское, а Пастушево тож». После 1332 г. наряду со всеми тушинскими землями передано Иваном Калитой боярину Родиону Несторовичу. Затем селом владел его сын Иван Родионович Квашня (ум. 1390), командовавший костромским полком в Куликовской битве. По смерти последнего, деревня досталась его среднему сыну Илье Ивановичу, затем внуку Петру Ильичу Квашнину, от имени которого, по-видимому, и получила нынешнее название. По его смерти, деревню унаследовали два его сына с одинаковым именем Василий: Василия Попадья, получивший четверть Петрова, и Василий Малец, получивший три четверти и соседнюю деревню Перфурово и при этом обязавшийся уплатить все отцовские долги. У Василия Мальца не было детей, а только дочь Ульяна, вышедшая за Никиту Тишкова. Их сыновья Афанасий и Ёлка Никитичи, были осуждены в 1532 г. за разбой, а их земли взяты в дворцовое ведомство, откуда выкуплены за 200 рублей их дядей окольничим Андреем Александровиче Квашниным, к которого происходил ожесточенный конфликт с владельцами другой части Петрова — Михаилом и Семеном Григорьевичами Попадьиньими (внуками Василия Попадьи), которые жаловались Ивану Грозному, что он «людишек наших бьёт, и садишко отнял, и рощу сечет, а нас выживает из нашей вотчины». Разбирательство длилось 9 лет (1550—1559) и кончилось в пользу Квашнина, получившего «правую грамоту». В том же году он постригся в Кирилло-Белозерский монастырь под именем Адриана (1559), и вотчина перешла к этому монастырю, хотя Попадьины пытались и оспаривать это решение. В 1585 г. монастырь купил оставшуюся четверть села за 50 рублей у вдовы Семёна Попадьина.
В 1584 году в Петрове отмечена деревянная церковь Успения Богородицы с приделом Петра и Павла, «двор монастырский» (усадьба монастырского управляющего) и 13 крестьянских дворов. Петрово принадлежало Патриаршей волости (её Загородской десятине) и платило дань в Патриарший приказ. В Смутное время село было разорено, церковь сгорела и долго не восстанавливалась, так что село превратилось в сельцо.

### XVII—XVIII вв
При Михаиле Федоровиче, были построены монастырский скотный двор и два двора конюхов (вольнонаемных); в 1646 году было три крестьянских и один бобыльский двор. Все жители умерли в чуму 1654 года, и землю после этого обрабатывали «наемные люди». В 1673 г. была построена деревянная церковь Петра и Павла и, рядом со вновь восстановленным скотным двором, построен конный двор. Постоянного населения в Петрове тогда не было, оно появилось только в XVIII веке, и лишь к середине столетия село достигло численности, которую имело до Смуты. В 1764 г., с секуляризацией монастырских земель, село перешло в ведение Коллегии экономии. К тому времени там заново была выстроена деревянная церковь, простоявшая однако недолго: она сгорела между 1768 и 1774 годами, после чего не восстанавливалась, и село вновь стало деревней. В 60-е годы Петрово насчитывало 13 дворов, в которых проживало 43 человека мужского и 46 человек женского пола — иными словами, только тогда оно восстановило численность, которую имело до Смуты.

### XIX — начало ХХ вв
В голодную зиму 1812/13 г. в Петрове умерло 17 душ (то есть только мужчин).
В XIX в. население стало активно заниматься промыслами: вязанием, извозом, столярным делом, а также сдавать жилье рабочим с фабрик, в изобилии появившихся в окрестностях. В 1890 г. в Петрове было 236 человек, в 1899 г. — 117 человек (причины сокращения не отмечены, возможно уход на заработки?); находились «торговое заведение» и четыре мелких мастерские. В 1912 г. отмечено 36 дворов.

### XX век
В 1927 году в деревне числилось 51 двор и 230 жителей. Из-за упадка рынка после революции промыслы сократились, население жило сдачей жилья рабочим и продажей, видимо им же, молока, ввиду чего разводили молочный скот. В 1929 году был организован колхоз, впоследствии (в 1950-х) вошедший в состав Красногорской птицефермы. С 1960 года деревня в составе Москвы. Окончательно снесена в 1980 году.